# Hancock (Michigan)
 For alternative betydninger, se Hancock. (Se også artikler, som begynder med Hancock)
Hancock er en by i Houghton County, Michigan i USA. Den ligger på øen Copper Island, som er en del af halvøen Keweenaw Peninsula. Hancock har en et indbyggertal på 4.501 (2020) indbyggere.

## Historie
Stedet hvor Hancock blev bygget, var oprindelig ejet af James Hicks. Den første bygning i Hancock, var en bjælkehytte, bygget i 1846. Bjælkehytten lå i Ruggles Mining Claim-området, som siden blev erstattet af bygninger tilhørende Houghton County Garage. Houghton County Garages bygninger var ejet af Christopher Columbus (C.C.) Douglass, der flyttede til området i 1852.
I 1859 blev landsbyen Hancock grundlagt af Quincy Mining Company, som et kommunefrit område, efter virksomheden havde købt det af C.C. Douglas. Området blev opkaldt efter John Hancock, medunderskriver af USA's uafhængighedserklæring. Landsbyen var kommunefri indtil 1875, og blev i 1903 registreret som en by.

## Geografi
Hancock har et areal på 7,69 km². Broen Portage Lake Lift Bridge forbinder byen med Houghton, Michigan.

## Indbyggere og kultur
Hancock har et stort antal finsk-amerikanere.
Byen har en årlig vinterfestival, der hedder Heikinpäivä. Heikinpäivä fejrer Sankt Henrik, en finsk helgen. Festivalen fejrer også Heikki Lunta, den finske snegud.